# Tres (Trento)
Tres és un antic municipi italià, dins de la província de Trento. L'any 2007 tenia 700 habitants. Limitava amb els municipis de Coredo, Sfruz, Smarano, Kurtatsch an der Weinstraße (BZ), Taio i Vervò.
L'1 de gener 2015 es va fusionar amb els municipis de Smarano, Taio, Coredo i Vervò creant així el nou municipi de Predaia, del qual actualment és una frazione.

## Administració
| Període | Identitat          | Partit        |
| ------- | ------------------ | ------------- |
| 2008-   | Alberto Corazzolla | Llista cívica |